# Echeandia attenuata
Echeandia attenuata är en sparrisväxtart som beskrevs av Robert William Cruden. Echeandia attenuata ingår i släktet Echeandia och familjen sparrisväxter. Inga underarter finns listade i Catalogue of Life.